# Saison 2019 de l'équipe cycliste Katusha-Alpecin
La saison 2019 de l'équipe cycliste Katusha-Alpecin est la onzième de cette équipe.

## Préparation de la saison 2019

### Arrivées et départs
| Arrivées         | Équipe 2018    |
| ---------------- | -------------- |
| Enrico Battaglin | LottoNL-Jumbo  |
| Jens Debusschere | Lotto-Soudal   |
| Ruben Guerreiro  | Trek-Segafredo |
| Daniel Navarro   | Cofidis        |
| Dmitri Strakhov  | Lokosphinx     |
| Harry Tanfield   | Canyon-Eisberg |

| Départs             | Équipe 2019      |
| ------------------- | ---------------- |
| Maxim Belkov        |                  |
| Robert Kišerlovski  | retraite         |
| Maurits Lammertink  | Roompot-Charles  |
| Tiago Machado       | Sporting-Tavira  |
| Tony Martin         | Jumbo-Visma      |
| Marco Mathis        | Cofidis          |
| Baptiste Planckaert | WB Aqua Protect  |
| Jhonatan Restrepo   | Manzana-Postobon |

## Coureurs et encadrement technique

### Effectif
| Cycliste               | Date de naissance | Nationalité    | Équipe 2018      |  |
| ---------------------- | ----------------- | -------------- | ---------------- |  |
| Enrico Battaglin       | 17 novembre 1989  | Italie         | LottoNL-Jumbo    |  |
| Jenthe Biermans        | 30 octobre 1995   | Belgique       | Katusha-Alpecin  |  |
| Ian Boswell            | 7 février 1991    | États-Unis     | Katusha-Alpecin  |  |
| Steff Cras             | 13 février 1996   | Belgique       | Katusha-Alpecin  |  |
| Jens Debusschere       | 28 août 1989      | Belgique       | Lotto-Soudal     |  |
| Alex Dowsett           | 3 octobre 1988    | Royaume-Uni    | Katusha-Alpecin  |  |
| Matteo Fabbro          | 10 avril 1995     | Italie         | Katusha-Alpecin  |  |
| José Gonçalves         | 13 février 1989   | Portugal       | Katusha-Alpecin  |  |
| Ruben Guerreiro        | 6 juillet 1994    | Portugal       | Trek-Segafredo   |  |
| Nathan Haas            | 12 mars 1989      | Australie      | Katusha-Alpecin  |  |
| Marco Haller           | 1er avril 1991    | Autriche       | Katusha-Alpecin  |  |
| Reto Hollenstein       | 22 août 1985      | Suisse         | Katusha-Alpecin  |  |
| Marcel Kittel          | 11 mai 1988       | Allemagne      | Katusha-Alpecin  |  |
| Pavel Kochetkov        | 7 mars 1986       | Russie         | Katusha-Alpecin  |  |
| Viatcheslav Kouznetsov | 24 juin 1989      | Russie         | Katusha-Alpecin  |  |
| Daniel Navarro         | 18 juillet 1983   | Espagne        | Cofidis          |  |
| Nils Politt            | 6 mars 1994       | Allemagne      | Katusha-Alpecin  |  |
| Willie Smit            | 29 décembre 1992  | Afrique du Sud | Katusha-Alpecin  |  |
| Simon Špilak           | 23 juin 1986      | Slovénie       | Katusha-Alpecin  |  |
| Dmitri Strakhov        | 17 mai 1995       | Russie         | Lokosphinx       |  |
| Harry Tanfield         | 17 novembre 1994  | Royaume-Uni    | Canyon-Eisberg   |  |
| Mads Würtz Schmidt     | 31 mars 1994      | Danemark       | Katusha-Alpecin  |  |
| Rick Zabel             | 8 décembre 1993   | Allemagne      | Katusha-Alpecin  |  |
| Ilnur Zakarin          | 15 septembre 1989 | Russie         | Katusha-Alpecin  |  |
| Stagiaire              | Date de naissance | Nationalité    | Équipe 2019      |  |
| Juri Hollmann          | 30 août 1999      | Allemagne      | Heizomat Rad-Net |  |

### Encadrement

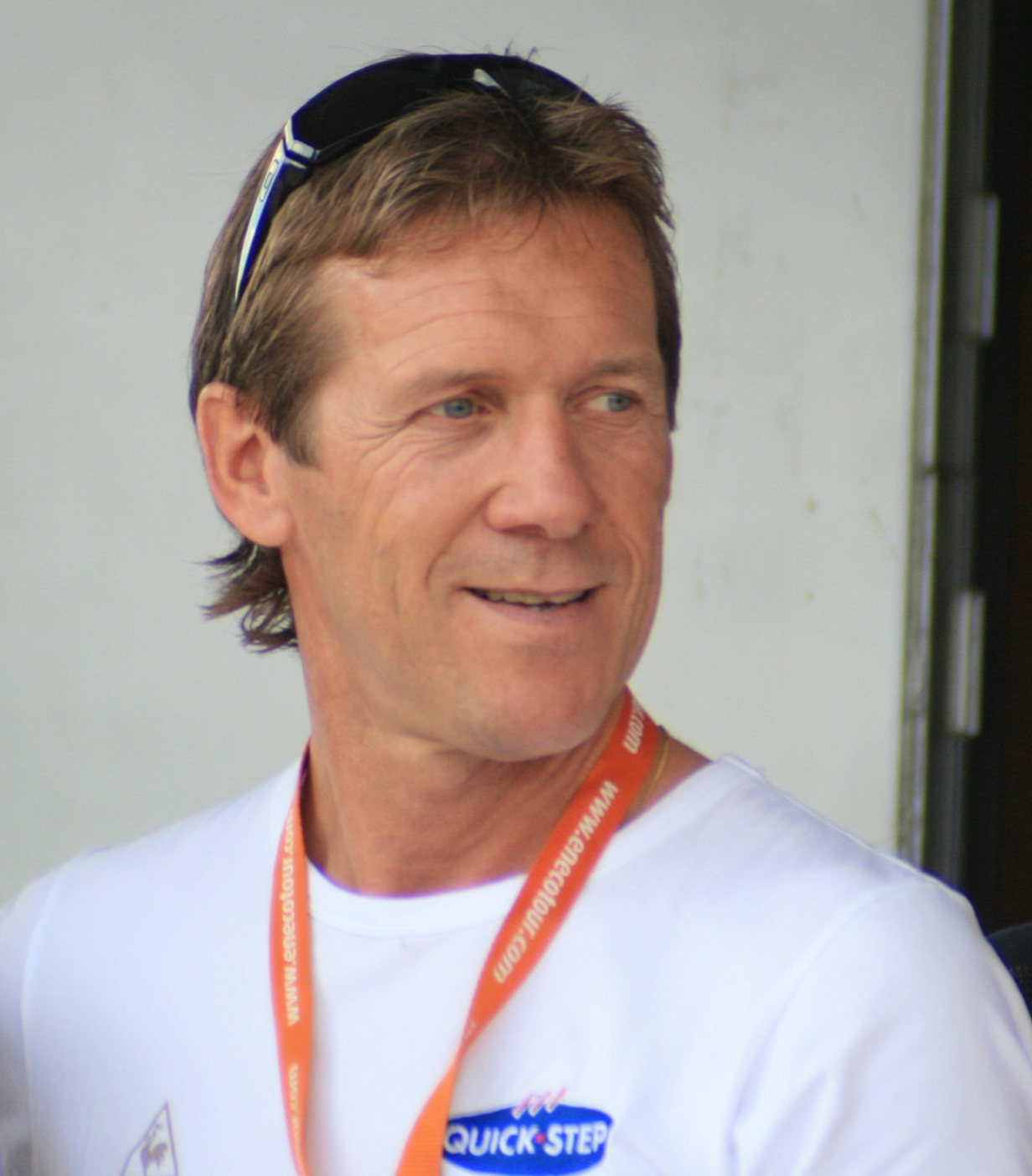
Dirk Demol, nouveau manager sportif de l'équipe (ici en 2008).

José Azevedo est le manager général de l'équipe depuis 2017. Dirk Demol est recruté pour diriger les quatre autres directeurs sportifs : Claudio Cozzi, Xavier Florencio, Dimitri Konyshev et Guennadi Mikhailov. Dirk Demol a connu José Azevedo à la fois comme coureur chez US Postal puis Discovery Channel, puis directeur sportif chez RadioShack,,.
Erik Zabel revient chez Katusha, dont il avait été entraîneur des sprinteurs en 2012, cette fois en tant que directeur de la performance. Kevin Poulton est le nouvel entraîneur de l'équipe. Ces changements dans l'encadrement Katusha-Alpecin interviennent après une saison 2018 décevante,.

## Bilan de la saison

### Victoires
| Date    | Course                                             | Pays        | Classe | Vainqueur      |
| ------- | -------------------------------------------------- | ----------- | ------ | -------------- |
| 3 fév.  | Trofeo Palma                                       | Espagne     | 1.1    | Marcel Kittel  |
| 24 mai  | 13e étape du Tour d'Italie                         | Italie      | 2.UWT  | Ilnur Zakarin  |
| 3 mai   | 2e étape du Tour de Yorkshire                      | Royaume-Uni | 2.HC   | Rick Zabel     |
| 27 juin | Championnat de Grande-Bretagne du contre-la-montre | Royaume-Uni | CN     | Alex Dowsett   |
| 28 juin | Championnat du Portugal du contre-la-montre        | Portugal    | CN     | José Gonçalves |

### Résultats sur les courses majeures
Les tableaux suivants représentent les résultats de l'équipe dans les principales courses du calendrier international (les cinq classiques majeures et les trois grands tours). Pour chaque épreuve est indiqué le meilleur coureur de l'équipe, son classement ainsi que les accessits obtenus par Katusha-Alpecin sur les courses de trois semaines.

#### Classiques
| Classique            | Milan-San Remo     | Tour des Flandres | Paris-Roubaix    | Liège-Bastogne-Liège | Tour de Lombardie |
| -------------------- | ------------------ | ----------------- | ---------------- | -------------------- | ----------------- |
| Coureur (classement) | Marco Haller (17e) | Nils Politt (5e)  | Nils Politt (2e) | Ilnur Zakarin (22e)  | Steff Cras (26e)  |

#### Grands tours
| Grand tour           | Tour d'Italie                      | Tour de France      | Tour d'Espagne        |
| -------------------- | ---------------------------------- | ------------------- | --------------------- |
| Coureur (classement) | Ilnur Zakarin (10e)                | Ilnur Zakarin (51e) | Ruben Guerreiro (17e) |
| Accessits            | 1 victoire d'étape (Ilnur Zakarin) |                     |                       |